# Los Castells
Los Castells és una muntanya de 725 metres que es troba al municipi de la Sénia, a la comarca catalana del Montsià.